# Milford Sound

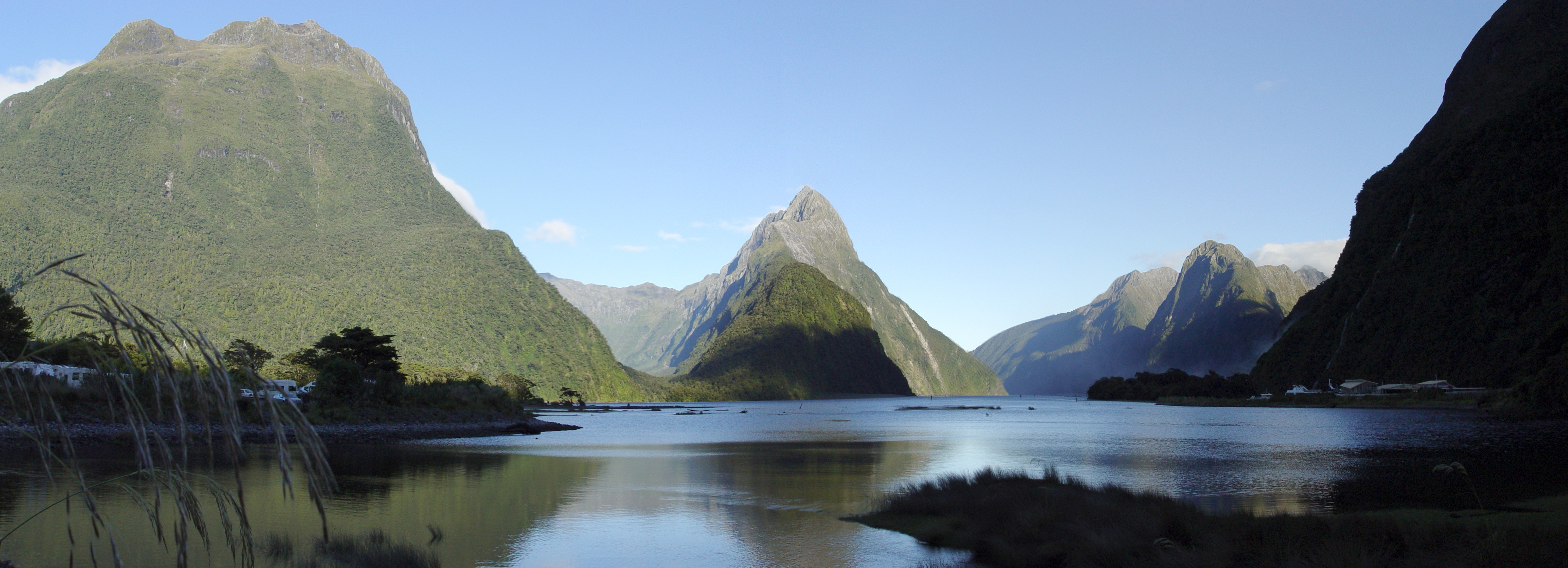
Milford Sound e Mitre Peak

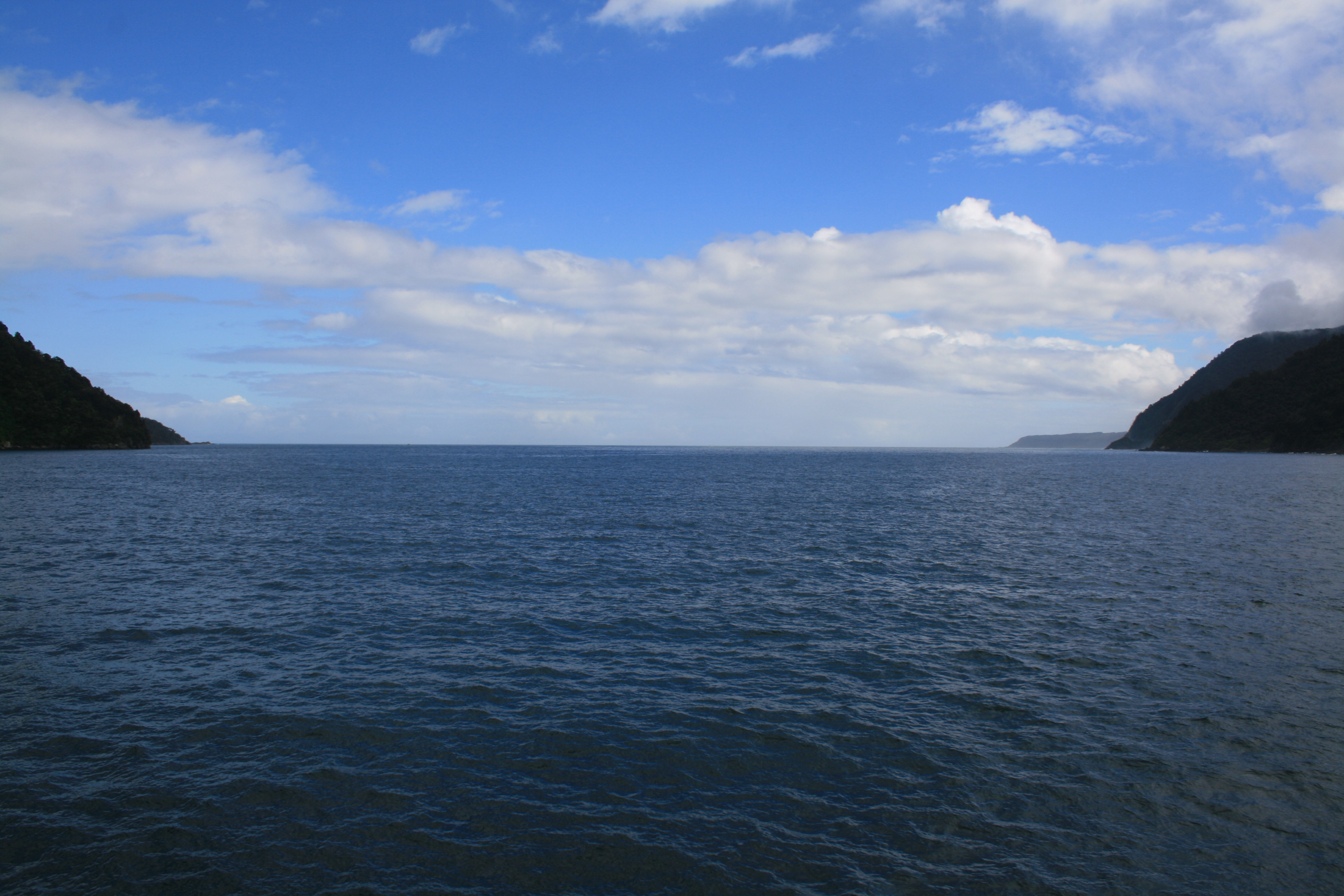

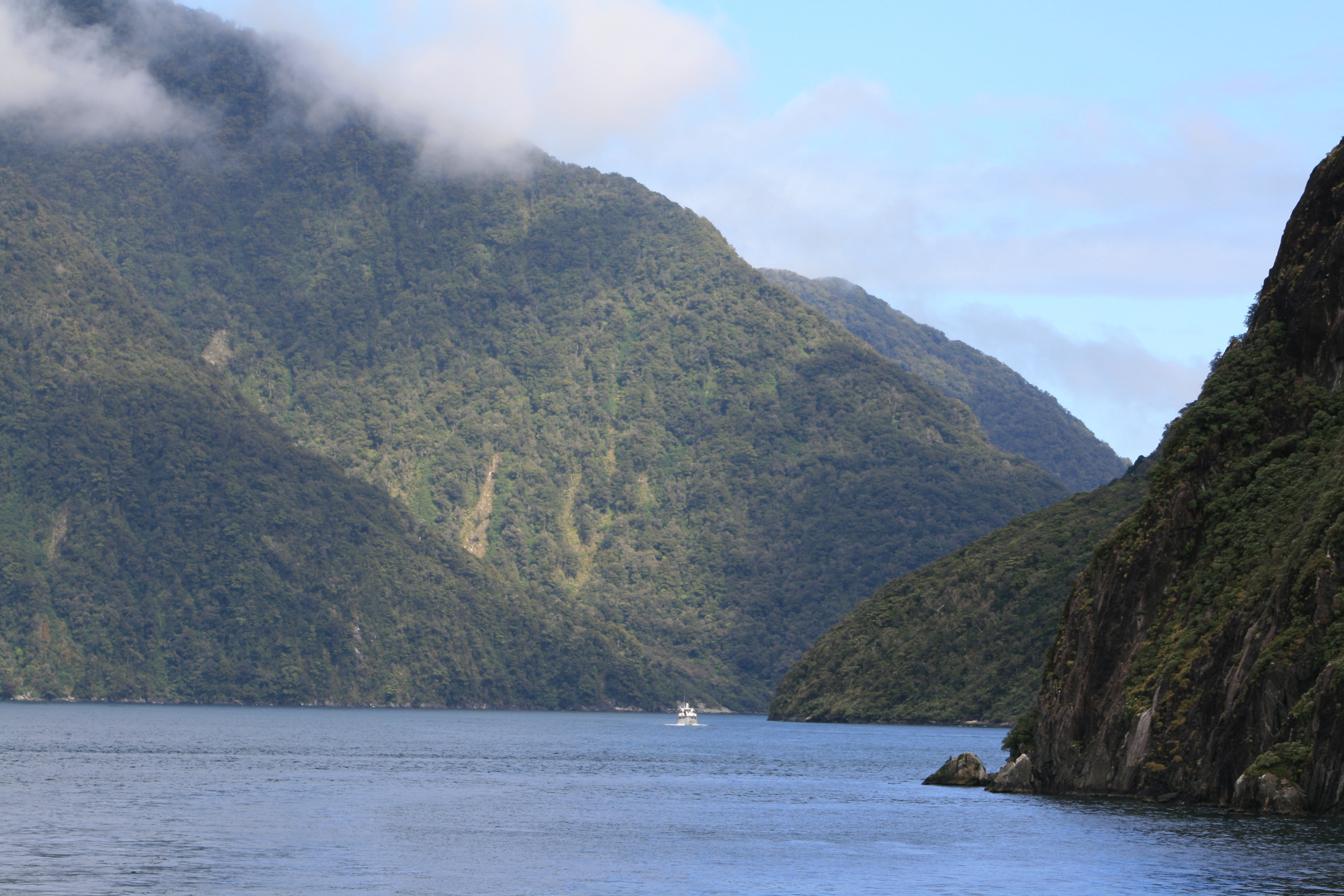

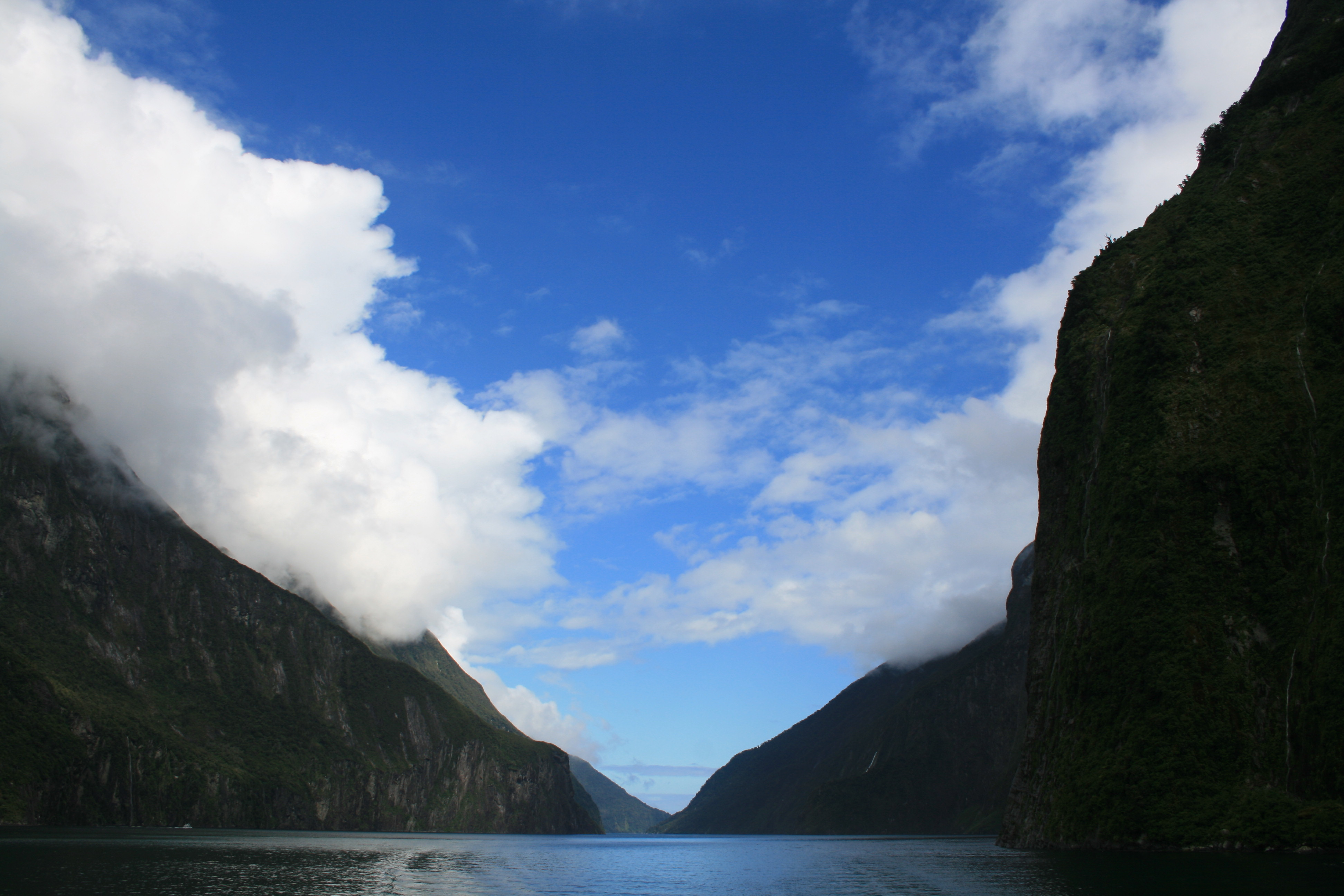

Milford Sound (Piopiotahi in Maori) è un fiordo situato nell'angolo sud-ovest dell'Isola del Sud della Nuova Zelanda, all'interno del parco nazionale del Fiordland.
È stato giudicato da un sondaggio internazionale del 2008 come migliore destinazione di viaggio al mondo ed è anche la meta turistica più famosa della Nuova Zelanda. Rudyard Kipling la descrisse come l'"Ottava meraviglia del mondo".

## Etimologia
Il nome di Milford Sound deriva dalla cittadina di Milford Haven in Galles e lo stesso fiume Cleddau che si getta nel fiordo deriva dall'omonimo fiume gallese. Il nome Piopiotahi invece deriva dalla lingua maori e significa " un singolo Piopio", uccello della Nuova Zelanda oramai estinto.

## Geografia
Milford Sound si estende per 15 chilometri dal Mar di Tasman verso l'entroterra ed è circondato su entrambi i lati da ripidissime pareti di roccia alte fino a più di 1200 metri. La vetta principale nonché simbolo del luogo è Mitre Peak, con un'altezza di 1.692 m s.l.m., sulla riva meridionale, speculare al Monte Pembroke, che si erge invece sul lato nord.
La profondità massima del fiordo raggiunge i 350m.

## Clima
Con una media di precipitazioni di 6.813 mm in ben 182 giorni all'anno, Milford Sound può essere considerato come il posto abitato più piovoso della Nuova Zelanda e uno dei più piovosi al mondo.